# Giovanni Mantovani
Giovanni Mantovani (Gudo Visconti, 5 februari 1955) is een voormalig Italiaans wielrenner. Hij was beroepsrenner tussen 1977 en 1988.

## Belangrijkste overwinningen
1980
- 3e en 8e etappe Ronde van Italië

1981
- Ronde van Venetië

1982
- Milaan-Vignola

1985
- Tre Valli Varesine

1986
- Nice-Alassio

## Resultaten in voornaamste wedstrijden
| Jaar | Ronde van Italië | Ronde van Frankrijk | Ronde van Spanje |
| ---- | ---------------- | ------------------- | ---------------- |
| 1977 |                  |                     |                  |
| 1979 |                  | buiten tijd         |                  |
| 1980 | 57e (2)          |                     |                  |
| 1981 | 65e              |                     |                  |
| 1982 | opgave           |                     |                  |
| 1983 |                  |                     |                  |
| 1984 | opgave           |                     |                  |
| 1985 | 109e             |                     | opgave           |
| 1986 | 115e             |                     |                  |
| 1987 | opgave           |                     |                  |
| 1988 | opgave           |                     |                  |

| Jaar | Milaan-San Remo | Ronde van Lombardije | Rund um den Henninger-Turm |  | Wereldranglijsten |
| ---- | --------------- | -------------------- | -------------------------- |  | ----------------- |
| 1977 | 121e            |                      |                            |  |                   |
| 1979 | 9e              |                      |                            |  |                   |
| 1980 | 32e             |                      |                            |  |                   |
| 1981 |                 |                      |                            |  |                   |
| 1982 |                 |                      |                            |  |                   |
| 1983 | 67e             | 30e                  |                            |  |                   |
| 1984 |                 |                      |                            |  |                   |
| 1985 | 5e              |                      |                            |  |                   |
| 1986 | 83e             |                      |                            |  |                   |
| 1987 |                 |                      |                            |  |                   |
| 1988 |                 |                      | Brons                      |  | 41e (UWB)         |